# Agrias aspasia
Agrias aspasia är en fjärilsart som beskrevs av Biedermann 1935. Agrias aspasia ingår i släktet Agrias och familjen praktfjärilar. Inga underarter finns listade i Catalogue of Life.